# Krystyn Lach Szyrma
Krystyn Lach Szyrma, né Chrystian Lach (1790-1866) est professeur de philosophie, un écrivain, un journaliste, un traducteur et un militant polonais.

## Biographie
Il est né dans la famille d'Adam Lach, un paysan converti au luthéranisme, et de Katarzyna Heydukówna. Le jeune Lach adopte par la suite le surnom de Szyrma du nom d'une noble famille de Polésie. Diplômé de l'école secondaire en 1811, il étudie au département de littérature et des arts libéraux de l'Université impériale de Vilnius où il obtient en 1813 une maîtrise en philosophie. Sur la recommandation du recteur Jędrzej Śniadecki il reçoit un poste d'enseignant à la maison du prince Konstanty Adam Czartoryski, qui lui confie le soin de son fils Adam. Il commence à Sieniawa et Puławy son activité littéraire et traduit des auteurs anciens. Il se retrouve par la suite parmi les précurseurs du romantisme. Il voyage en Suisse et en Angleterre. Après son retour en Pologne en 1824, il reçoit la chaire de philosophie de l'Université Royale de Varsovie. En plus de la philosophie, il enseigne également l'anthropologie, la loi de la nature et la logique. Il obtient la même année un doctorat en philosophie et devient membre de la Société des amis des sciences de Varsovie. Lors de l'insurrection de novembre, il crée « spontanément » la Garde Académique et en devient le commandant avec le grade de colonel. Il en est licencié par Chłopicki pour une activité jugée trop radicale et envoyé en Angleterre avec une mission du gouvernement national. Il est arrêté à la frontière prussienne et passe quelques semaines en prison à Wrocław. De retour à Varsovie, il se porte volontaire auprès du corps du général Ramorino et parvient après sa reddition en Galicie à se rendre en Angleterre. Il s'installe d'abord à Édimbourg puis à Devonport. Immigré, il appartient au camp conservateur des partisans du prince Adam Jerzy Czartoryski. 
Lach Szyrma est avant tout un écrivain et un publiciste, membre de sociétés littéraires émigrées et auteur de plusieurs dizaines d'articles sur la Pologne, traducteur en anglais d'œuvres polonaises, notamment d'Adam Mickiewicz. Il imprime également des correspondances et des traductions de l'anglais dans des périodiques polonais, tels que Gazeta Codzienna, Gazeta Warszawska et Czas. Il obtient en 1846 la citoyenneté anglaise. Il décède le 21 avril 1866 à Devonport. Après sa mort parait son journal autobiographique.
Époux de Sarah Frances Somerville (1802–1869), leur fils est W. S. Lach-Szyrma (en): curé anglais, historien et écrivain de science-fiction, il est crédité comme le premier auteur de science-fiction à avoir utilisé le mot martien.